# Scotty Nguyen
Thuan 'Scotty' Nguyen (Nha Trang, 28 oktober 1962) is een Vietnamees-Amerikaans professioneel pokerspeler. Hij won onder meer het Main Event van de World Series of Poker (WSOP) van 1998, een jaarlijks evenement waarop hij in 2008 zijn vijfde titel veroverde. Nguyen won in januari 2006 het $10.000 Championship Event - No Limit Hold'em van de World Poker Open in Tunica en daarmee ook zijn eerste titel op de World Poker Tour (WPT).
Nguyen verdiende tot en met juli 2015 meer dan $11.825.000,- in pokertoernooien (cashgames niet meegerekend) Hij werd geboren in Vietnam, maar verhuisde op zijn veertiende naar de Verenigde Staten.

## World Series of Poker
De World Series of Poker 1995 waren de eerste waarop Nguyen zich in het prijzengeld speelde. Hij werd toen dertiende in het $2.500 Limit Hold'em-toernooi. Dat bleek het begin van een reeks die op de World Series of Poker 2011 belandde op zijn veertigste WSOP-prijs. Nguyen behoort met de serie WSOP-titels die hij in die tijd won tot een select groepje spelers. Hij was er verschillende keren dicht bij om dat aantal nog groter te maken. Zo werd hij tweede in het $3.000 World Championship Seven Card Stud Hi-Low Split-8 or Better-toernooi van de World Series of Poker 2007 (achter Eli Elezra) en eindigde hij verschillende WSOP-toernooien als nummer drie.

## World Poker Tour
De $10.000 No Limit Hold'em - Final van de World Poker Classic in Las Vegas was in mei 2002 het eerste toernooi van de World Poker Tour waarin Nguyen zich in het prijzengeld speelde. Hij haalde direct ook zijn eerste WPT-finaletafel, waaraan hij als zesde eindigde. Hij plaatste zich voor nog vier WPT-finaletafels voor hij aan de vijfde in totaal zijn eerste WPT-titel won. Daarvoor liet hij onder andere Michael Mizrachi (tweede), Gavin Smith (vierde) en An Tran (vijfde) achter zich. Op de World Poker Classic in april 2010 speelde Nguyen zich voor de achttiende keer in het geld in een hoofdtoernooi van de WPT.

## Kenmerkend
Nguyen staat bekend om de uitspraken "baby" en "yeah baby", die hij regelmatig doet tijdens het pokeren. Tijdens de laatste hand van het World Series of Poker Main Event in 1998 deed hij de uitspraak: "You call, it's gonna be all over baby!" (sic). Dit zei hij tegen zijn laatst overgebleven tegenstander Kevin McBride. Die liet zich daarmee verleiden in te gaan op Nguyens inzet en bleek een minder grote full house te hebben dan Nguyen, die daarmee het Main Event in zijn voordeel besliste.

## WSOP-titels
| Jaar | Toernooi                                    | Prijs (US$) |
| ---- | ------------------------------------------- | ----------- |
| 1997 | $2,000 Omaha 8 or Better                    | $156,950    |
| 1998 | $10,000 No Limit Hold'em World Championship | $1,000,000  |
| 2001 | $2,500 Pot Limit Omaha                      | $178,480    |
| 2001 | $5,000 Omaha Hi-Lo Split Eight or Better    | $287,580    |
| 2008 | $50,000 World Championship H.O.R.S.E.       | $1,989,561  |